# Гонгилонематоз
Гонгилонематоз (gongylonematosis, гонгилонемоз) — гельминтоз из группы нематодозов, вызванный Gongylonema pulchrum и характеризующийся образованием небольших папул и эрозий на слизистой оболочке полости рта и пищевода, явлениями стоматита и фарингита.

## Этиология и эпидемиология
Возбудитель — нематода Gongylonema pulchrum (сем. Gongylonematidae, отр. Spirurida), паразитируют под слизистой оболочкой рта и пищевода. Самец длиной 47—62 мм, шириной 0,17—0,195 мм; самка длиной 120—145 мм, шириной 0,350 мм. Яйца прозрачные, с толстой оболочкой, размером 0,052—0,056 х 0,032 мм.
Промежуточные хозяева паразитов — жуки Scarabeidae и тараканы Blatella germanica. Заражение происходит при случайном проглатывании тараканов и жуков, например, с пищей. Возможно заражение при питье воды из открытых водоёмов, заражённой инвазированными личинками насекомых.
У человека болезнь впервые зарегистрирована в 1850 году Лейди (J. Leidy). Человек болеет редко (менее 100 описанных случаев). Болезнь зарегистрирована в разных странах (США, Марокко, Италии, Китае, Австрии, России и других).

## Патогенез
Паразитирование G. pulchrum под слизистой рта вызывает её гиперемию, возможно образование папул, затруднения при движениях языком. Наблюдается гипертрофия, морщинистость и кровоточивость слизистой пищевода, наличие на ней эрозий и глубокого дефекта площадью 1 кв см; при исследовании биопсированного кусочка слизистой обнаруживают яйца гельминта. У больных отмечают головную боль, раздражительность, рвоту.
Болезнь сопровождается расстройством пищеварения, понижения аппетита, ларингитом, глосситом, болезненностью и зудом поражённых тканей, гематемезом, повышением нервозности, бессонница.
На слизистой оболочке ротовой полости видны ссадины, окружённые зоной гиперемии, зигзагообразные ходы. Наблюдается повышенное выделение слюны, изредка с кровью, явления стоматита и фарингита.

## Лечение
Диагноз ставят на основании обнаружения гельминта. Лечение: паразит извлекается хирургическим путём после поверхностного разреза слизистой оболочки.
Прогноз при оказании медицинской помощи благоприятный.
Профилактика: защита от попадания синантропных насекомых в продукты питания, кипячение воды, взятой из открытых водоёмов.

## Другие гонгиломы человека
У человека отмечено ещё три вида паразитов из рода Gongylonema: G. hominis (Stiles; 1921), G. labiate (Pane; 1864) и G. subtile (Alessandrini; 1914).

## Гонгилонемоз животных
G. pulchrum кроме человека паразитирует также у овец, коз, крупного рогатого скота, зебу, буйволов, лошадей, верблюдов, ослов и др.
G. verrucosum паразитирует в рубце овец, коз, оленей, крупного рогатого скота, зебу.
G. monning — паразит рубца мелкого рогатого скота.
G.ingluvicola и G. crami найдены у водоплавающих птиц.
G. graberi паразитирует у домашних кур.
G. neoplasticum обнаружена у кроликов и овец.
Животные заражаются при заглатывании инвазированных насекомых. Из желудка животных личинки проникают под эпителиальный покров пищевода, реже ротовой полости и здесь превращаются в половозрелых самок и самцов.